# Ricardo Almeida Ribeiro
Ricardo Almeida Ribeiro (sinh ngày 9 tháng 5 năm 1997 ở Guimarães) là một cầu thủ bóng đá người Bồ Đào Nha thi đấu cho Sporting B theo dạng cho mượn từ Moreirense, ở vị trí tiền đạo.

## Sự nghiệp bóng đá
Vào ngày 23 tháng 5 năm 2015, Almeida có màn ra mắt cho Moreirense trong trận đấu tại Giải bóng đá vô địch quốc gia Bồ Đào Nha 2014–15 trước Arouca.